# Andrea Schneider (Schauspielerin)
Andrea Schneider (* 1985 in Schotten, Vogelsbergkreis, Hessen) ist eine deutsche Film- und Theaterschauspielerin, Synchronsprecherin und Podcasterin.

## Leben
Andrea Schneider wuchs in Schotten-Eschenrod (Vogelsbergkreis, Hessen) auf. Bereits früh zog es sie auf die Bühne. Sie sammelte erste Theatererfahrungen im Kindergarten sowie später in Theater-AGs an ihren weiterführenden Schulen.
Nach dem Abitur machte Schneider eine Ausbildung zur Fremdsprachenkorrespondentin (2001–2004) an der Europaschule Max-Eyth-Schule in Alsfeld. Während der Ausbildung sammelte sie Auslandserfahrung in Worcester und Oxford, England.
2004–2006 arbeitete sie als freie Redakteurin und Moderatorin bei dem Independent-Webradio Rat-X-Radio in Darmstadt und interviewte Größen wie Armin van Buuren, Tiësto, Paul van Dyk, The Disco Boys uvm.
Später studierte sie Schauspiel an der Schauspiel München, die Ausbildung schloss sie 2014 mit Diplom ab. Während ihres Studiums spielte sie in mehreren TV- und Filmproduktionen mit. Nach Rollen u. a. bei der mehrfach prämierten Joyn-Webserie Singles’ Diaries und dem Münchner Tatort: Kehraus (ARD) war sie im Jahr 2019 und 2020 im Hauptcast der Comedyshow Nicht dein Ernst?! (WDR Fernsehen) zu sehen. 2023 gehörte sie zum Hauptcast des Remakes Club Las Piranjas.
2018, 2022 und 2024 war sie Mitglied der Vorauswahlsjury zum Deutschen Schauspielpreis.
2021 war sie Initiatorin der Initiative #allekoerperimblick, die sich für körperlich diverse Besetzung in der Film- und Fernsehbranche einsetzte. Die Initiative löste sich 2023 auf.
Am 23. Mai 2024 sang sie in Berlin beim Staatsakt zum 75. Jahrestag der Verkündung des Grundgesetzes zusammen mit Katharina Thalbach, begleitet von Christoph Israel, ein Potpourri von Schlagern und Liedern aus beiden deutschen Staaten von 1949 bis 1989.
Schneider spricht fließend Englisch. Sie lebt in München.

## Filmografie (Auswahl)
- 2016: 8 Remains
- 2017: Gute Zeiten, schlechte Zeiten
- 2018: Singles’ Diaries (Webserie)
- 2018: Gute Zeiten, schlechte Zeiten
- 2018: Little Boxes[6] (Kurzfilm)
- 2019: Miliz! (Webserie)
- 2019: Nicht dein Ernst!? (WDR) (TV-Sketch Show)
- 2020: Nicht dein Ernst!? (WDR) (TV-Sketch Show)
- 2020: Tatort: Kehraus (Fernsehreihe)
- 2021: Namik (Kurzfilm)
- 2021: Fishing Avocados (Webserie)
- 2023: Club Las Piranjas (Fernsehserie)
- 2024: Der Alte (Fernsehreihe)
- 2024: Hubert ohne Staller (Fernsehreihe)

## Synchronisation (Auswahl)

### Sprechrollen (Serien)
- 2014–2015: Looking – Jennifer Foster als Kyah
- 2016–2017: The Catch – Sheena Chou als Fumiko
- 2017: We Bare Bears – Bären wie wir – Edi Patterson als Frau #2
- 2020: Dave – Tierra Whack als Tierra Whack

### Sprechrollen (Filme)
- 2015: Being Charlie – Zurück ins Leben –  Elizabeth Summerhays Hale als Kathy
- 2015: Being Charlie – Zurück ins Leben –  Amanda B. Jones als Reporterin
- 2016: Looking: The Movie – Jennifer Foster als Kyah